# 이토 아키미쓰
이토 아키미쓰(일본어: 伊東 昭光, 1963년 4월 2일 ~ )는 일본의 전 프로 야구 선수이자 야구 지도자이다. 도쿄도 에도가와구 출신이며 현역 시절 포지션은 투수였다.
야쿠르트 스왈로스에서 중심 투수로 활약을 했고, 은퇴 후에는 야쿠르트 코치를 거쳐 2014년부터 2015년까지 야쿠르트 2군 감독을 역임했다.

## 인물

### 프로 입단 전
중학교 시절에 리틀 리그 전일본의 에이스로서 미국 원정길에 올랐다. 데이쿄 고등학교 2학년 때 봄(1980년)에 열린 제52회 선발 고등학교 야구 대회에서 결승까지 올랐는데 결승전에서는 나카니시 기요오키가 에이스로 있던 고치 상업고등학교와 맞붙었다가 패해서 준우승에 그쳤다.
사회인 야구팀에서는 혼다 기연에 소속됐는데 1984년에는 에이스로서 로스앤젤레스 올림픽 야구 일본 국가대표팀 선수로 발탁돼 팀의 금메달 획득에 기여했다. 1985년 사회인 야구 일본 선수권 대회에서는 혼다 기연의 첫 우승에 기여하는 한편 이토 자신은 4경기에서 완투하는 등 평균 자책점 0.79라는 좋은 성적을 거둬 MVP의 영예를 안았다. 1985년 프로 야구 드래프트 1순위로 야쿠르트 스왈로스에 입단, 등번호는 18번으로 배정됐다.

### 프로 야구 선수 시절
프로 1년째인 1986년부터 선발 로테이션 들어갔고 2년째인 1987년에는 1군 공식전에서 팀내 1위인 14승을 기록했다. 3년째인 1988년에는 부상을 당한 다카노 히카루를 대신할 선수로 감독인 세키네 준조에게서 마무리 투수로 발탁돼 그 해에 개장한 도쿄 돔에서 열린 개막전에서 프로 첫 세이브를 기록했다. 이후에는 모두 구원에서 18승을 올리는 것과 동시에 올스타전에 처음으로 출전했다. 시즌 종료 시점에서 규정 투구 이닝을 밑돌고 있었지만 주니치 드래곤스의 오노 가즈유키와 함께 다승왕 타이틀을 차지했다. 규정 투구 이닝에 미치지 못한 투수가 다승왕 타이틀을 획득한 것은 센트럴 리그 사상 최초이며 규정 투구 이닝을 채운 투수와 그렇지 않은 투수가 동시에 동일한 타이틀을 차지하는 보기 드문 패턴을 보였다.
1989년에는 선발로 복귀했지만 전년도에 과다한 등판의 영향으로 극도의 부진에 빠졌고 이후 자신의 집 계단에 넘어지면서 발이 골절되는 사고를 당했다. 이듬해 1990년에도 오른쪽 어깨 부상으로 인해 단 한 번도 승리 투수가 되지 못했고 1991년에는 프로 데뷔 후 처음으로 1군에서의 등판 기회를 얻지 못했다. 그러나 1992년에는 시즌 7승을 올리면서 부활했고 10월 10일 한신 타이거스와의 경기에서 팀의 리그 우승을 마운드 위에서 맞이하는 기쁨을 맛보게 됐다. 같은 해에는 컴백상을 수상했다.
1993년에는 5년 만에 두 자릿수 승리를 기록하여 팀내 1위가 되는 13승을 올리면서 15년 만에 팀의 일본 시리즈 우승에 기여했고 1994년 이후에는 선발과 구원 역할을 겸하면서 1군 투수진의 일원으로서 계속 활약했다. 1996년 5월 17일 요미우리 자이언츠와의 경기(6차전)에서 요시무라 사다아키가 친 타구를 오른손으로 잡아 더블 플레이를 성공시켰지만 오른손이 골절(그 날은 타박상이라고 진단받았으나 다음날에 골절상으로 밝혀짐)되는 부상을 당했다. 전치 2개월의 중한 부상으로 팀 전력에서 이탈했는데 이 부상에 의해 오른손의 악력이 현저하게 떨어지면서 이것이 은퇴의 결정적인 원인으로 작용되기도 했다. 결국 1998년 시즌 끝으로 현역에서 은퇴했다.

### 그 후
1999년에 야쿠르트의 2군 투수 코치(1999년 ~ 2000년)를 역임한 것을 시작으로 1군 투수 코치(2001년 ~ 2005년), 1군 수석 코치(2006년 ~ 2007년)를 역임했다. 타자 출신 감독인 와카마쓰 쓰토무를 보좌하면서 투수 기용 등은 이토가 전면적인 책임을 지고 있었다. 특히 구원 투수진의 정비나 육성에는 실적이 있었고 이시이 히로토시, 이가라시 료타와 같은 속구파를 주전으로 하고 다카쓰 신고 등과 같은 베테랑 투수의 재생에도 힘을 쏟았다. 팀의 구원 투수진을 12개 구단 가운데에서도 1, 2위를 다툴 정도로 안정감이 있는 존재로 키웠으며 2001년의 리그 우승과 일본 시리즈 정상에 오르는 큰 기여를 했다. 코치로서는 매우 엄격하게 지도한다고 알려질 정도로 젊은 투수들에게는 엄격한 자세와 조언하는 것으로도 유명하다(더욱이 투수 코치를 맡았던 기간에는 1군에서 투수 생명이 끝날 정도의 부상을 입은 선수는 거의 없었다).
2006년부터는 투수 코치 겸임의 수석 코치로서 선수 겸임 감독인 후루타 아쓰야를 곁에서 지원했다. ‘겸임 감독의 수석 코치’라는 전례가 거의 없는 책임감이 무거운 입장에서 투수 코치도 겸했기 때문에 투수진 정비나 선수 기용에 전념할 수 없었던 것도 있어서 고전하였는데 후루타와 함께 2007년 시즌 종료 후 야쿠르트를 퇴단했다. 그러나 그 경험을 살릴 수 있을 것으로 기대되면서 이듬해인 2008년 1월 1일자로 구단 편성부로 발령해 2010년까지 근무했다.
2011년에는 2군 투수 코치로서 현장에 복귀, 2013년에 팀의 이스턴 리그 우승을 이끌면서 그 수완이나 1군 수석 코치의 경험을 살려 2014년에 2군 감독으로 부임했다. 이듬해 2015년에는 시즌 중이던 6월 29일에 열린 ‘사무라이 재팬 대학 일본 대표 대 NPB 선발’에서 NPB 선발팀의 코치를 맡았고 시즌 종료 후에 2군 감독직에서 물러났다.
2군 감독에서 물러난 이후에는 1군 코치 시절의 주력 타자였던 요코하마 DeNA 베이스타스의 1군 감독인 알렉스 라미레스가 이토에게 1군 투수 코치로 맡아달라고 요청했다. 하지만 이토 자신은 야쿠르트 구단에 소속된 채로 6년 만에 구단 편성부에 복귀했다. 2016년부터는 ‘편성 그룹 수석’이라는 직함으로 프로 스카우트를 맡게 됐다.

## 상세 정보

### 출신 학교
- 데이쿄 고등학교

### 선수 경력
사회인 시대
- 혼다 기연

프로팀 경력
- 야쿠르트 스왈로스(1986년 ~ 1998년)

국가 대표 경력
- 1984년 로스앤젤레스 올림픽 일본 국가대표

### 지도자 경력
- 야쿠르트 스왈로스 1군 투수 코치(1999년 ~ 2005년)
- 도쿄 야쿠르트 스왈로스 1군 수석 코치(2006년 ~ 2007년)
- 도쿄 야쿠르트 스왈로스 2군 투수 코치(2011년 ~ 2013년)
- 도쿄 야쿠르트 스왈로스 2군 감독(2014년 ~ 2015년)

### 수상·타이틀 경력

#### 타이틀
- 다승왕 : 1회(1988년)

#### 수상
- 컴백상(1992년)
- 월간 MVP : 1회(1993년 9월)

#### 국제 대회
- 1984년 로스앤젤레스 올림픽 금메달

### 개인 기록

#### 첫 기록
- 첫 등판 : 1986년 4월 6일, 대 요미우리 자이언츠 3차전(고라쿠엔 구장), 7회말 1사에 2번째 투수로서 구원 등판·마무리, 1과 2/3이닝 2실점에서 패전 투수
- 첫 탈삼진 : 상동, 8회말에 아리타 슈조로부터
- 첫 선발 : 1986년 4월 29일, 대 한신 타이거스 4차전(한신 고시엔 구장), 4이닝 2실점에서 패전 투수
- 첫 승리·첫 선발 승리 : 1986년 5월 21일, 대 한신 타이거스 9차전(한신 고시엔 구장), 5이닝 2실점
- 첫 완투 승리 : 1986년 7월 4일, 대 주니치 드래곤스 13차전(하마마쓰 구장), 9이닝 2실점
- 첫 완봉 승리 : 1987년 6월 28일, 대 주니치 드래곤스 8차전(메이지 진구 야구장)
- 첫 세이브 : 1988년 4월 8일, 대 요미우리 자이언츠 1차전(도쿄 돔), 7회말에 2번째 투수로서 구원 등판·마무리, 3이닝 무실점

#### 기록 달성 경력
- 통산 1000투구 이닝 : 1994년 9월 4일, 대 히로시마 도요 카프 23차전(히로시마 시민 구장), 1회말 3아웃에 달성 ※역대 257번째

#### 기타
- 올스타전 출장 : 1회(1988년)

### 등번호
- 18(1986년 ~ 1998년)
- 72(1999년 ~ 2007년)
- 92(2011년 ~ 2015년)

### 연도별 투수 성적
| 연 도       | 소 속       | 등 판 | 선 발 | 완 투 | 완 봉 | 무 4 구 | 승 리 | 패 전 | 세 이 브 | 홀 드 | 승 률 | 타 자 | 이 닝  | 피 안 타 | 피 홈 런 | 볼 넷 | 고 4 | 몸 맞 | 탈 삼 진 | 폭 투 | 보 크 | 실 점 | 자 책 점 | 평 자 책 | W H I P |
| ----------- | ----------- | ----- | ----- | ----- | ----- | ------- | ----- | ----- | -------- | ----- | ----- | ----- | ------ | -------- | -------- | ----- | ---- | ----- | -------- | ----- | ----- | ----- | -------- | -------- | ------- |
| 1986년      | 야쿠르트    | 34    | 17    | 2     | 0     | 0       | 4     | 11    | 0        | --    | .267  | 534   | 125.0  | 136      | 17       | 34    | 3    | 5     | 72       | 0     | 0     | 63    | 57       | 4.10     | 1.36    |
| 1987년      | 야쿠르트    | 31    | 31    | 6     | 1     | 1       | 14    | 11    | 0        | --    | .560  | 842   | 196.0  | 211      | 26       | 58    | 5    | 6     | 87       | 1     | 1     | 106   | 93       | 4.27     | 1.37    |
| 1988년      | 야쿠르트    | 55    | 0     | 0     | 0     | 0       | 18    | 9     | 17       | --    | .667  | 509   | 122.2  | 120      | 10       | 25    | 3    | 4     | 72       | 4     | 0     | 46    | 43       | 3.15     | 1.18    |
| 1989년      | 야쿠르트    | 22    | 14    | 2     | 1     | 1       | 4     | 11    | 1        | --    | .267  | 468   | 101.2  | 126      | 9        | 43    | 7    | 3     | 43       | 1     | 0     | 66    | 57       | 5.05     | 1.66    |
| 1990년      | 야쿠르트    | 3     | 1     | 0     | 0     | 0       | 0     | 2     | 0        | --    | .000  | 45    | 9.1    | 13       | 3        | 5     | 0    | 1     | 5        | 0     | 0     | 8     | 8        | 7.71     | 1.93    |
| 1992년      | 야쿠르트    | 29    | 20    | 5     | 1     | 1       | 7     | 5     | 1        | --    | .583  | 594   | 146.0  | 130      | 15       | 44    | 2    | 4     | 85       | 0     | 0     | 52    | 45       | 2.77     | 1.19    |
| 1993년      | 야쿠르트    | 26    | 23    | 8     | 1     | 3       | 13    | 4     | 2        | --    | .765  | 721   | 173.2  | 162      | 20       | 45    | 1    | 6     | 94       | 2     | 0     | 69    | 60       | 3.11     | 1.19    |
| 1994년      | 야쿠르트    | 29    | 25    | 2     | 1     | 0       | 8     | 10    | 0        | --    | .444  | 701   | 155.2  | 176      | 20       | 70    | 5    | 7     | 73       | 2     | 0     | 92    | 84       | 4.86     | 1.58    |
| 1995년      | 야쿠르트    | 34    | 13    | 2     | 0     | 0       | 10    | 8     | 0        | --    | .556  | 434   | 100.2  | 109      | 16       | 30    | 2    | 2     | 38       | 1     | 0     | 55    | 49       | 4.38     | 1.38    |
| 1996년      | 야쿠르트    | 22    | 8     | 0     | 0     | 0       | 3     | 2     | 0        | --    | .600  | 319   | 72.2   | 76       | 9        | 28    | 1    | 4     | 27       | 1     | 0     | 39    | 39       | 4.83     | 1.43    |
| 1997년      | 야쿠르트    | 9     | 7     | 0     | 0     | 0       | 3     | 1     | 0        | --    | .750  | 165   | 39.2   | 43       | 5        | 7     | 0    | 2     | 15       | 0     | 0     | 19    | 19       | 4.31     | 1.26    |
| 1998년      | 야쿠르트    | 31    | 1     | 0     | 0     | 0       | 3     | 2     | 0        | --    | .600  | 204   | 46.1   | 54       | 7        | 19    | 1    | 2     | 21       | 2     | 0     | 26    | 20       | 3.88     | 1.58    |
| 통산 : 12년 | 통산 : 12년 | 325   | 160   | 27    | 5     | 6       | 87    | 76    | 21       | --    | .534  | 5536  | 1289.1 | 1356     | 157      | 408   | 30   | 46    | 632      | 14    | 1     | 638   | 574      | 4.01     | 1.37    |

- 굵은 글씨는 시즌 최고 성적.